# Nazitysklands riksvapen

Riksörnen stående på ett kransat hakkors.

Nazitysklands riksvapen, ibland kallad partiörnen, bestod av den tyska riksörnen med NSDAP:s snedvridna hakkors i en krans i klorna.
Örnen, i olika tappning, har varit en vanligt förekommande symbol i Tyskland i hundratals år; bland annat prydde en örn statsvapnen i Tysk-romerska riket, Preussen och Österrike. Örnen togs sedan soms tatssymbol för det enade tyska riket, då kallad Riksörnen, vilken senare övertogs av Västtyskland som förbundsörnen och återfinns än idag i Tysklands statsvapen.